# Falsomalthinus wittmeri
Falsomalthinus wittmeri es una especie de coleóptero de la familia Cantharidae. Habita en Brunéi.